# François Truffaut
François Truffaut (Párizs, 1932. február 6. – Neuilly-sur-Seine, 1984. október 21.) háromszoros César- és BAFTA-díjas francia kritikus, filmrendező, a francia új hullám emblematikus figurája. Egyedülálló utat járt be, hiszen úgy került a kamera mögé, hogy nem érettségizett le és tudását nem iskolákban, hanem autodidaktaként szerezte.

## Élete és pályafutása
Truffaut házasságon kívül született, anyja és mostohaapja, Roland Truffaut nevelte fel. Sohasem találkozott vér szerinti apjával. Apja műszaki rajzoló volt, anyja titkárnő egy hetilapnál. Nehéz gyermekkora volt, gyakran lázadozott a szülei és általában mindenféle hatalom ellen. Truffaut-nak meglehetősen mozgalmas, sőt zűrös ifjúsága volt, csavargott, kimaradt az iskolából, s emiatt elmérgesedett a viszonya családjával. Kifutófiúként, majd gyári munkából próbált megélni, s közben egy klubban elmaradhatatlan résztvevője volt minden filmvitának.
Megismerkedett az Elle című lap irodalmi vezetőjével, aki filmrecenziók írásával bízta meg, így otthagyta a gyári munkát. Egy munkás filmklub alapításán fáradozott, amikor egy szélhámos miatt pénzügyi zűrbe keveredett, és apja intézkedésére fiatalkorúak nevelőintézetébe került – ennek emlékeivel találkozhatott a néző a Négyszáz csapásban.
Élete filmjében romantikus fordulat következett: levelet írt André Bazinnek, a legnagyobb francia filmkritikusnak és filmesztétának, aki kihozatta az intézetből és két helyen is munkát szerzett neki. A fiú éjjel-nappal a Cinématheque (a párizsi filmmúzeum) vetítésein ült, az iskola és a család elől is a moziba menekült. Egy szerelmi csalódás 18 évesen a katonasághoz kergette, ám fél év németországi kiképzés után Vietnamba vezényelték volna. Ehhez persze nem volt kedve, s katonaszökevény lett; ismét Bazin mentette meg, aki leszereltette védencét.
Truffaut az ötvenes évek elejére már a Cahiers du Cinéma című szaklap ismert kritikusa volt, amely Bazin védőszárnya alatt lett az úgynevezett francia újhullám fészke. Truffaut leghírhedtebb vitacikke – „A francia film bizonyos irányzata" – támadás volt a hagyományos film és filmesek ellen. Élőhalottnak nevezte a korabeli francia filmművészetet, követelte a szerzői filmet, amelyben szabadon bontakozhat ki a rendező teremtő egyénisége.
A filmkészítés gyakorlatával 1956-ban, az olasz Roberto Rossellini asszisztenseként ismerkedett meg.
1957. október 29-én feleségül vette Madeleine Morgensternt. Ebből a házasságból két gyermeke született: Laura (1959) és Eve (1961). Apósa – aki filmproducer és -értékesítő volt – segítette Truffaut-t karrierje elindításában.

François Truffaut és Claude Jade harmadik közös filmjük, a Menekülő szerelem premierjén (1979)

Dolgozott Jacques Rivette és Jean-Luc Godard stábjában, rendezett két rövidfilmet, majd 1959-ben elkészítette első, önéletrajzi ihletésű filmjét. Az 1959-es Négyszáz csapást is nagy részben saját gyermekkoráról mintázta. Truffaut négy további filmjének is, amelyek Antoine Doinel (Jean-Pierre Léaud) életének 20 évét ölelik át, Claude Jade partnereként, aki előbb a barátnőjét, majd a felesége, Christine szerepét játszotta.  A gyermekkor gyötrelmeiről szóló Négyszáz csapás tizenkét nemzetközi díjat, közte a cannes-i legjobb rendezés díját hozta, s azonnal a filmművészet nagyjai közé emelte. A film főhőse, Antoine – Jean-Pierre Léaud megformálásában – Truffaut megszemélyesítője és filmjeinek visszatérő figurája, felbukkan a Húszévesek szerelme egyik epizódjában (1961), az Antoine és Colette-ben (1962), a Lopott csókokban (1968), a Családi fészekben (1970), majd az Antoine Doinel-történeteket lezáró Menekülő szerelemben (1979).
A Cahiers köré tömörült művészek közömbösek voltak a hagyományos filmművészet iránt, lazább szövegkönyvvel és szabadabb vágási technikával dolgoztak. Közülük is kitűnt Truffaut, a Négyszáz csapás, majd az Lőj a zongoristára (1960) változatos, újszerű ötleteivel tűnt fel és ki. Bár többször visszatért a klasszikusabb látásmódhoz, művészetére végig jellemző volt a különböző műfajokkal való kísérletezés. Truffaut mégsem a képi világával, formanyelvével hozott újat a filmművészetben, hanem avval, hogy megteremtette az úgynevezett személyes filmet.
Filmjeinek többsége regényből készült, de ezeket csak alapötletként használta, s a témát maga formálta új, önálló művé. A Jules és Jim (1962) Henri-Pierre Roché elfelejtett regényéből lett a francia filmes új hullám alapműve. A történet közel húsz évet, három ember különös és megrendítő kapcsolatát, szerelmüket, barátságukat és halálukat öleli át.
1965-ben elvált feleségétől. Truffaut három dolog mozgatta: a film szeretete, a férfi-nő kapcsolat iránti kíváncsiság és a gyermekkor bűvölete. Műveiben eredetien ábrázolta a szerelem gyötrelmeit, a fiatalkor ártatlanságát és magányérzetét.
Tulajdonképpen minden filmje a barátságról, vagy a barátságról és a szerelemről, a szerelem és halál közelségéről szól, így a Bársonyos bőr (1964), A menyasszony feketében volt (1968), A Mississippi szirénje (1969), Zsebpénz (1976), amelyben Madeleine Morgensteintől született két lánya, Laura és Eva is szerepelt, A férfi, aki szerette a nőket (1977), Az utolsó metró (1980), a Szomszéd szeretők (1981) vagy a Végre vasárnap! (1983). A francia új hullámos rendezők gyakran utaltak korábbi filmjeikre, ill. filmjeikben válaszoltak egymás filmjeire is. A Mississippi szirénje filmet Jean-Luc Godard Bolond Pierrot című filmjére válaszul rendezte meg Truffaut.
Ismertebb filmjei még: a Ray Bradbury fantasztikus novellájából készült 451 Fahrenheit (1966), A vad gyerek (1970), az Amerikai éjszaka (1973), amely elnyerte a legjobb külföldi film kategóriájában az Oscar-díjat és A zöld szoba (1978), amelyben ő maga is játszott. Színészként láthattuk Steven Spielberg Harmadik típusú találkozások (1977) című filmjében. Későbbi élettársa Fanny Ardant színésznő, akitől 1983-ban gyermeke is született (Joséphine). A szerelmi kapcsolatok témája vezérfonalként húzódik végig munkásságán. Második felesége a jellegzetes szépségű Fanny Ardant volt a Végre vasárnap és a Szomszéd szeretők női főszereplője.
François Truffaut filmjeinek meggyőző ereje finom jellemábrázolásaiban és a tapintatosan háttérben maradó rendezésben rejlik. A drámai csúcspontokat sosem játszotta ki, csupán sejttette a legfontosabb mozzanatokat. Már kritikusként is vallotta, majd filmjeiben követte azt a nézetet, hogy a film csakis a legszemélyesebb tapasztalatokról szóljon, arról beszéljen, amiről van mondanivalója.
Truffaut nagyon nagyra tartotta és kiválóan ismerte Hitchcock munkásságát, interjú- és beszélgetéskötetet is összeállított róla. Utolsó filmje, a Végre vasárnap! című fekete-fehér thrillerkomédia akár Hitchcock-parafrázisnak is tekinthető.
1983-ban agydaganatot diagnosztizáltak nála. Nem sokkal később, 52 évesen, a Neuilly-sur-Seine-i amerikai kórházban hunyt el. A párizsi Montmartre-i temetőben temették el.

## Filmográfia
- Látogatás (1954) (elveszett)
- Csirkefogók (1958)
- Árvízi történet (1958) forgatókönyvíró, társrendező
- Négyszáz csapás (1959) (életrajzi-trilógia 1.)
- Kifulladásig (1959) forgatókönyvíró
- Lőj a zongoristára (1960)
- Antoine és Colette (1962) A Húszévesek szerelme c. szkeccsfilm Truffaut által rendezett epizódja, amely a Négyszáz csapás folytatása…
- Jules és Jim (1962)
- Bársonyos bőr (1964)
- 451 Fahrenheit (1966)
- A menyasszony feketében volt (1967)
- Lopott csókok (1968) (életrajzi-trilógia 2.)
- A Mississipii szirénje (1969)
- Családi fészek (1970) (életrajzi-trilógia 3.)
- A vad gyerek (1970)
- A két angol lány és a kontinens (1971)
- Egy olyan szép lány, mint én (1972)
- Amerikai éjszaka (1973)
- Adèle H. története (1975)
- Zsebpénz (1976)
- A férfi, aki szerette a nőket (1977)
- A zöld szoba (1978)
- Menekülő szerelem (1979)
- Az utolsó metró (1980)
- Szomszéd szeretők (1981)
- Végre vasárnap! (1982)

## Magyar nyelvű kötetei
- Önvallomások a filmről; összeáll. Anne Gillain, ford. ifj. Benda Kálmán, szerk., filmográfia, jegyz. Zalán Vince; Osiris, Bp., 1996 (Osiris könyvtár. Film)
- Hitchcock; közrem. Helen Scott, ford. Ádám Péter, Bikácsy Gergely, szerk., fotóvál., filmográfia, bibliográfia Bokor Nándor; Magyar Filmintézet–Pelikán, Bp., 1996

## Portréfilm
- François Truffaut – Ellopott arcképek (François Truffaut: Portraits volés, francia portréfilm, 89 perc, 1993, r: Michel Pascal)

## Szakirodalom
- François Truffaut (a Filmmúzeum barátai; Budapest, 1970, Magyar Filmintézet)
- Kiss Tibor (szerk.): François Truffaut (Montázs Füzetek III. szám; Nyíregyháza, 1991, Berzsenyi Dániel Főiskola)
- Bikácsy Gergely: Bolond Pierrot moziba megy – a francia film ötven éve (Budapest, 1992, Héttorony Könyvkiadó – Budapest Film)
- Henri-Pierre Roché: Jules és Jim (Budapest, 1993, Móra Ferenc Könyvkiadó)
- François Truffaut: Önvallomások a filmről (Osiris Könyvtár – Film; Budapest: 1996, Osiris)
- François  Truffaut: Hitchcock-Truffaut interjúkötet. (Budapest, 1996, Pelikán – Magyar Filmintézet, ford. Ádám Péter és Bikácsy Gergely)
- Ray Bradbury: Fahrenheit 451 (Budapest, Göncöl)
- Ádám Péter: A férfi, aki szerette a mozit (in: Filmvilág, 2008/10-12. és 2009/1.)